# Carta de intención

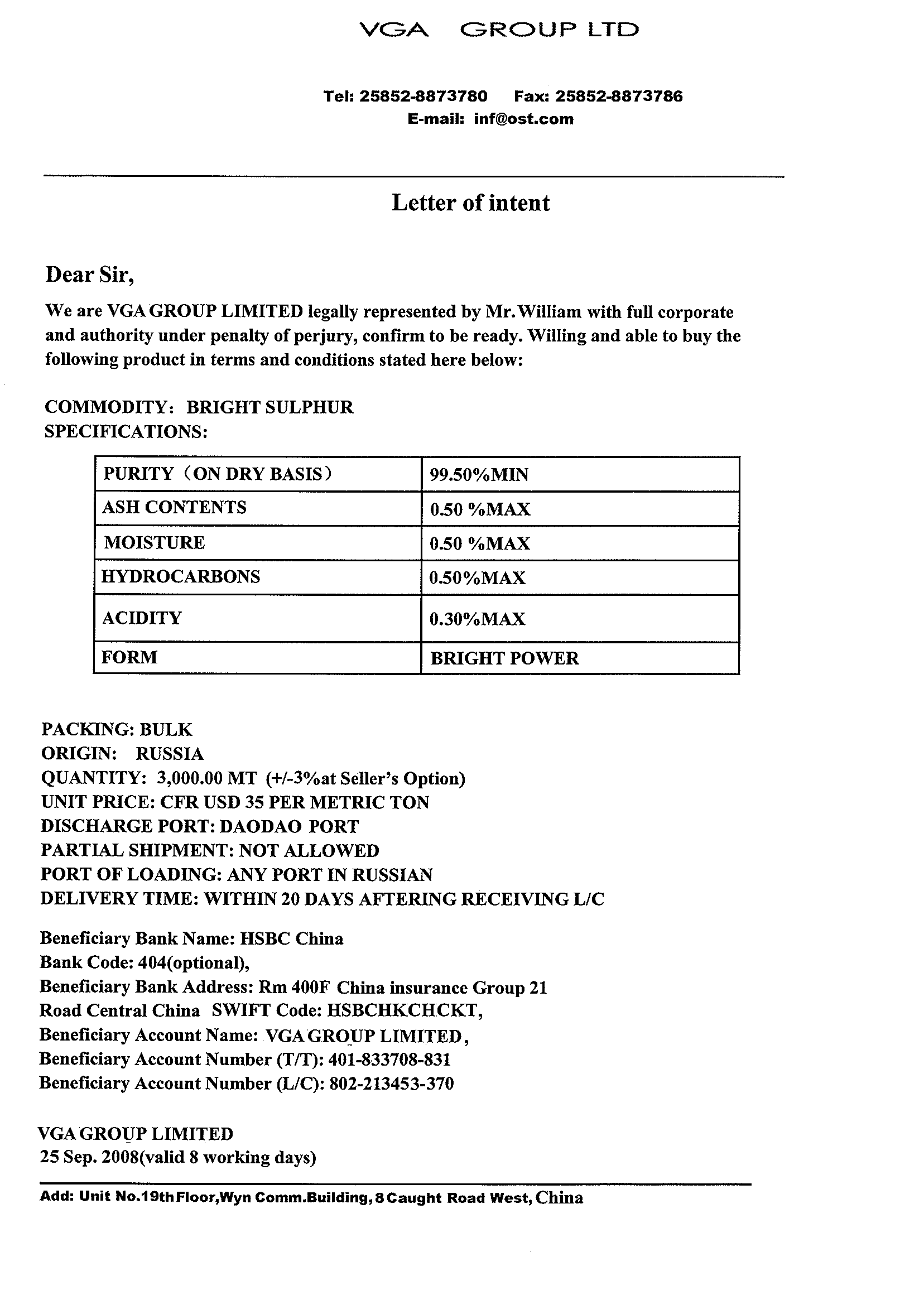
Una típica "Carta de intención".

Una carta de intención (en inglés letter of intent o LOI o "Term Sheet")  es un documento que describe un acuerdo entre dos o más partes, que contiene compromisos que más tarde pueden formalizarse mediante un contrato. El concepto es similar a las así llamadas "Bases de Acuerdo". Estos acuerdos pueden ser: Acuerdos de Compra de Bienes, Acuerdos de Compra de Acciones, Acuerdos de constitución de Joint venture y otros tipos de Acuerdos que tienen por objetivo acordar negocios financieros de gran magnitud.
Las cartas de intención son similares a contratos escritos, pero por lo general no son vinculantes para las partes en su totalidad. Sin embargo numerosas Cartas de Intención, poseen disposiciones que son exigibles, tales como acuerdos de confidencialidad, un pacto de que se negocia de buena fe, o cláusulas "stand-still" o "no-shop" que establecen derechos exclusivos durante la negociación. Una carta de intención puede también ser interpretada como vinculante entre las partes si su contenido se asemeja mucho al de un contrato formal.